# Castilleja nivea
Castilleja nivea är en snyltrotsväxtart som beskrevs av Francis Whittier Pennell och Ownbey. Castilleja nivea ingår i släktet målarborstar, och familjen snyltrotsväxter. Inga underarter finns listade i Catalogue of Life.